# Wioślarstwo na Letnich Igrzyskach Olimpijskich 2016 – dwójka bez sternika mężczyzn
Rywalizacja w dwójkach bez sternika mężczyzn w wioślarstwie na Letnich Igrzyskach Olimpijskich 2016 rozgrywana była między 6 a 11 sierpnia na Lagoa Rodrigo de Freitas.
Do zawodów zgłoszonych zostało 13 osad (26 zawodników).

## Terminarz
Wszystkie godziny podane są w czasie brazylijskim (UTC-03:00).
| Data             | Godzina   |            |
| Data             | UTC-03:00 |            |
| ---------------- | --------- | ---------- |
| 6 sierpnia 2016  | 10:45     | Eliminacje |
| 8 sierpnia 2016  | 10:30     | Repasaże   |
| 9 sierpnia 2016  | 9:50      | Półfinały  |
| 11 sierpnia 2016 | 10:44     | Finały     |

## Rekordy
| Nazwa             | Zawodnicy               | Rezultat | Miejsce | Data          |
| ----------------- | ----------------------- | -------- | ------- | ------------- |
| Rekord świata     | Hamish Bond Eric Murray | 6:08,000 | Londyn  | 28 lipca 2012 |
| Rekord olimpijski | Hamish Bond Eric Murray | 6:08,000 | Londyn  | 28 lipca 2012 |

## Wyniki

### Eliminacje
Do półfinałów awansowały trzy najlepsze osady z każdego biegu. Pozostałe osady wzięły udział w repasażach.
Bieg 1
| Pozycja | Tor | Zawodnik                        | Reprezentacja     | Czas    | Uwagi |
| ------- | --- | ------------------------------- | ----------------- | ------- | ----- |
| 1.      | 3   | Spencer Turrin Alex Lloyd       | Australia         | 6:40,79 | Q     |
| 2.      | 4   | Shaun Keeling Lawrence Brittain | Południowa Afryka | 6:41,42 | Q     |
| 3.      | 2   | Jakub Podrazil Lukáš Helešic    | Czechy            | 6:42,71 | Q     |
| 4.      | 5   | Anders Weiss Nareg Guregian     | Stany Zjednoczone | 6:49,97 |       |
| 5.      | 1   | Alexander Bene Pau Maggi        | Hiszpania         | 6:54,26 |       |

Bieg 2
| Pozycja | Tor | Zawodnik                                       | Reprezentacja   | Czas    | Uwagi |
| ------- | --- | ---------------------------------------------- | --------------- | ------- | ----- |
| 1.      | 3   | Germain Chardin Dorian Mortelette              | Francja         | 6:42,00 | Q     |
| 2.      | 1   | Alan Sinclair Stewart Innes                    | Wielka Brytania | 6:50,77 | Q     |
| 3.      | 2   | Cristi-Ilie Pîrghie George Alexandru Pălămariu | Rumunia         | 6:51,71 | Q     |
| 4.      | 4   | Roel Braas Mitchel Steenman                    | Holandia        | 7:22,93 |       |

Bieg 3
| Pozycja | Tor | Zawodnik                            | Reprezentacja | Czas    | Uwagi |
| ------- | --- | ----------------------------------- | ------------- | ------- | ----- |
| 1.      | 3   | Hamish Bond Eric Murray             | Nowa Zelandia | 6:41,75 | Q     |
| 2.      | 1   | Marco Di Costanzo Giovanni Abagnale | Włochy        | 6:46,04 | Q     |
| 3.      | 4   | Adrián Juhász Béla Simon            | Węgry         | 6:59,28 | Q     |
| 4.      |     | Miloš Vasić Nenad Beđik             | Serbia        | DNF     |       |

### Repasaże
Pierwsze trzy osady awansowały do półfinału. Jedna osada odpadła. 
| Pozycja | Tor | Zawodnik                    | Reprezentacja     | Czas    | Uwagi |
| ------- | --- | --------------------------- | ----------------- | ------- | ----- |
| 1.      | 3   | Roel Braas Mitchel Steenman | Holandia          | 6:34,16 | Q     |
| 2.      | 1   | Miloš Vasić Nenad Beđik     | Serbia            | 6:34,52 | Q     |
| 3.      | 2   | Anders Weiss Nareg Guregian | Stany Zjednoczone | 6:36,60 | Q     |
| 4.      | 4   | Alexander Bene Pau Maggi    | Hiszpania         | 6:40,47 |       |

### Półfinały
Do finału A awansowały trzy najlepsze osady z każdego półfinału. Pozostałe osady wzięły udział w finale B.
Półfinał 1
| Pozycja | Tor | Zawodnik                                       | Reprezentacja      | Czas    | Uwagi |
| ------- | --- | ---------------------------------------------- | ------------------ | ------- | ----- |
| 1.      | 2   | Marco Di Costanzo Giovanni Abagnale            | Włochy             | 6:24,96 | Q     |
| 2.      | 3   | Spencer Turrin Alex Lloyd                      | Australia          | 6:25,25 | Q     |
| 3.      | 4   | Germain Chardin Dorian Mortelette              | Francja            | 6:26,10 | Q     |
| 4.      | 1   | Roel Braas Mitchel Steenman                    | Holandia           | 6:26,94 |       |
| 5.      | 6   | Anders Weiss Nareg Guregian                    | Stany Zjednoczone} | 6:33,95 |       |
| 6.      | 5   | Cristi-Ilie Pîrghie George Alexandru Pălămariu | Rumunia            | 6:48,17 |       |

Półfinał 2
| Pozycja | Tor | Zawodnik                        | Reprezentacja     | Czas    | Uwagi |
| ------- | --- | ------------------------------- | ----------------- | ------- | ----- |
| 1.      | 4   | Hamish Bond Eric Murray         | Nowa Zelandia     | 6:23,36 | Q     |
| 2.      | 5   | Alan Sinclair Stewart Innes     | Wielka Brytania   | 6:26,37 | Q     |
| 3.      | 3   | Shaun Keeling Lawrence Brittain | Południowa Afryka | 6:27,59 | Q     |
| 4.      | 6   | Adrián Juhász Béla Simon        | Węgry             | 6:29,12 |       |
| 5.      | 1   | Miloš Vasić Nenad Beđik         | Serbia            | 6:31,00 |       |
| 6.      | 2   | Jakub Podrazil Lukáš Helešic    | Czechy            | 6:32,85 |       |

### Finały
Finał B
| Pozycja | Tor | Zawodnik                                       | Reprezentacja     | Czas    | Uwagi |
| ------- | --- | ---------------------------------------------- | ----------------- | ------- | ----- |
| 1.      | 1   | Jakub Podrazil Lukáš Helešic                   | Czechy            | 7:00,04 |       |
| 2.      | 4   | Roel Braas Mitchel Steenman                    | Holandia          | 7:01,88 |       |
| 3.      | 3   | Adrián Juhász Béla Simon                       | Węgry             | 7:03,34 |       |
| 4.      | 5   | Miloš Vasić Nenad Beđik                        | Serbia            | 7:04,71 |       |
| 5.      | 2   | Anders Weiss Nareg Guregian                    | Stany Zjednoczone | 7:10,60 |       |
| 6.      | 6   | Cristi-Ilie Pîrghie George Alexandru Pălămariu | Rumunia           | 7:13,68 |       |

Finał A
| Pozycja | Tor | Zawodnik                            | Reprezentacja     | Czas    | Uwagi |
| ------- | --- | ----------------------------------- | ----------------- | ------- | ----- |
| złoto   | 4   | Hamish Bond Eric Murray             | Nowa Zelandia     | 6:59,71 |       |
| srebro  | 1   | Shaun Keeling Lawrence Brittain     | Południowa Afryka | 7:02,51 |       |
| brąz    | 3   | Marco Di Costanzo Giovanni Abagnale | Włochy            | 7:04,52 |       |
| 4.      | 2   | Alan Sinclair Stewart Innes         | Wielka Brytania   | 7:07,99 |       |
| 5.      | 6   | Germain Chardin Dorian Mortelette   | Francja           | 7:09,91 |       |
| 6.      | 5   | Spencer Turrin Alex Lloyd           | Australia         | 7:11,60 |       |